# 30 км
30 км (рос. 30 км) — селище у складі Акбулацького району Оренбурзької області, Росія.

## Населення
Населення — 23 особи (2010; 35 у 2002).
Національний склад (станом на 2002 рік):
- казахи — 88 %